# NGC 3395
NGC 3395 is een balkspiraalstelsel in het sterrenbeeld Kleine Leeuw. Het hemelobject werd op 7 december 1785 ontdekt door de Duits-Britse astronoom William Herschel.

## Synoniemen
- IC 2613
- Arp 270
- UGC 5931
- VV 246
- MCG 6-24-17
- ARAK 257
- ZWG 184.18
- KCPG 249A
- PGC 32424